# The Silent Hour
The Silent Hour är en amerikansk kriminal-thrillerfilm från 2024. Filmen är regisserad av Brad Anderson, med manus skrivet av Dan Hall. Filmen spelades in i Malta, Toronto och Ontario under 2023.
Filmen hade biopremiär i Sverige den 1 november 2024, utgiven av SF Studios.

## Rollista (i urval)
- Joel Kinnaman – Detective Frank Shaw
- Mark Strong – Ava Fremont
- Mekhi Phifer – Mason Lynch
- Sandra Mae Frank – Detective Doug Slater
- Michael Eklund – Angel Flores
- Katrina Lupi – Sam Shaw